# Laurinkari, Åbo
Laurinkari är en ö i Finland. Den ligger i Skärgårdshavet och i kommunen Åbo i den ekonomiska regionen  Åbo ekonomiska region i landskapet Egentliga Finland, i den sydvästra delen av landet. Ön ligger nära Åbo och omkring 160 kilometer väster om Helsingfors.
Öns area är 1 hektar och dess största längd är 180 meter i sydöst-nordvästlig riktning.